# Île Jésus
Pour les articles homonymes, voir Jésus (homonymie).
L'île Jésus est une île fluviale québécoise située au nord de l'île de Montréal. Elle fait partie de l'archipel d'Hochelaga. Son nom provient de la Compagnie de Jésus.

## Description
L'île Jésus est bordée au nord par la rivière des Mille Îles, au sud par la rivière des Prairies et à l'ouest par le lac des Deux-Montagnes. 
Elle est d'une longueur de 34 km et sa plus grande largeur ne dépasse pas 10 km. Sa hauteur ne dépasse pas une cinquantaine de mètres au-dessus du niveau de la mer. Elle est en importance la seconde île de l'archipel d'Hochelaga avec une superficie de 242 km2.
La ville de Laval occupe la totalité de l'île Jésus.

## Histoire

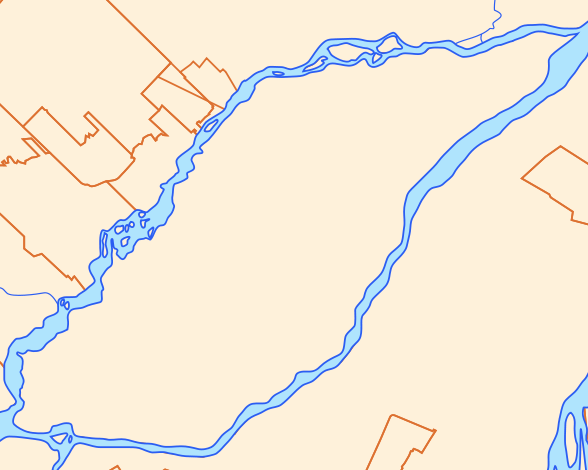
Carte de l'île Jésus.

Un extrait des délibérations de la Compagnie de la Nouvelle-France révèle que le 15 janvier 1636, elle fut accordée aux missionnaires Jésuites « L'Isle qui sera appelée « De-Jésus » proche de l'Isle de Montréal ». L'île tire donc son nom de celui de la Compagnie de Jésus, c'est-à-dire des Jésuites. Treize mois après la concession, soit le 4 février 1637, la même Compagnie de la Nouvelle-France demandait au gouverneur Charles Huault de Montmagny de faire reconnaître et mesurer l'île par des experts et de lui attribuer un autre nom. Île De-Jésus, dans la pensée des membres de la compagnie de colonisation, devait être un nom temporaire. Aussi le gouverneur lui attribua-t-il son propre nom et ce, même avant le mandement du 4 février 1637 car, faisant allusion à un voyage dans cette région et, accompagné par le gouverneur en septembre 1636, le père Paul Le Jeune signale dans la Relation des Jésuites de 1637 la présence d'une autre belle et grande île nommée Isle De-Montmagny. Le nom primitif a toutefois prévalu très tôt sur celui de Montmagny – bien que les Jésuites n'aient pas exploité leur seigneurie – et s'est perpétué jusqu'à nos jours, la particule « De» en moins. En 1670, l'île passa des mains des Jésuites à celles du conseiller du roi, François Berthelot, qui se la vit confirmer en 1672 par l'intendant Talon ; à monseigneur de Laval en 1675, en échange de l'île d'Orléans et d'un paiement de 25 000 livres par Berthelot ; enfin en 1680 au Séminaire de Québec qui la conserva jusqu'à l'abolition du régime seigneurial en 1854. À cause des guerres iroquoises, le peuplement de l'île fut lent au cours du XVIIe siècle, continu et progressif après le Régime français et fulgurant après 1950. Outre Les Îles-Laval, les treize municipalités de ce territoire insulaire voué à l'agriculture, selon les vues du Séminaire de Québec, fusionnèrent en 1965 pour former la ville de Laval. Cette unification municipale contemporaine rappelle l'unité qui prévalait autrefois dans le monde rural, lorsque le seigneur, en l'occurrence le Séminaire de Québec, administrait l'île Jésus.
Une île, une ville.
De 1965 à 1980. Fusion des villes de l'île Jésus. Soit les villes d'Auteuil, de Chomedey, de Duvernay, de Fabreville, des Îles-Laval, de Laval-des-Rapides, de Laval-Ouest, de Laval-sur-le-Lac, de Pont-Viau, de Sainte-Dorothée, de Sainte-Rose, de Saint-François, de Saint-Vincent-de-Paul et de Vimont. Un défi de taille qui se présentait : faire des 14 municipalités récemment fusionnées une seule grande ville unifiée. Dès lors, il faut organiser cette nouvelle grande ville et assurer une cohésion à divers niveaux, en plus de réaliser des projets à la hauteur de ce qui était devenu la deuxième plus grande municipalité du Québec à l'époque.
De 1980 à 1995. Dès le début des années 1980, des efforts sont consacrés à la décentralisation des services de la ville et à la revitalisation de la vie de quartier. Parallèlement, plusieurs nouveaux éléments centraux apparaissent, contribuant ainsi à définir Laval.  
De 1995 à 2015. Au cours de cette période, le développement de Laval s'intensifie, notamment avec l'arrivée du métro et la construction de nombreux établissements d'importance. Le centre-ville prend également de l'ampleur, entre autres avec la construction du Centropolis. Par ailleurs, de nombreux événements sont organisés, le tout couronné par les 50 ans de Laval, en 2015.   